# Kleinia stapeliiformis
Espèce
Kleinia stapeliiformis est une espèce de plantes de la famille des Astéracées originaire d'Afrique du Sud.